# Estrella Rojas Loreto
Estrella Rojas Loreto (n. Santiago de Querétaro, Querétaro, México; 30 de diciembre de 1982) es una abogada y personalidad política mexicana afiliada al Partido Acción Nacional (PAN). Se desempeñó como Senadora del 13 de septiembre del 2021 al 31 de agosto de 2024, representando al estado de Querétaro tras la licencia para separarse del cargo de Guadalupe Murguía Gutiérrez para asumir la Secretaría de Gobierno del estado de Querétaro como parte del gabinete de Mauricio Kuri González.
Actualmente se desempeña como Delegada en la Delegación Centro Histórico del Municipio de Querétaro desde el 1 de octubre del 2024, cargo que desempeñará hasta el 31 de septiembre de 2027.

## Trayectoria

### Académica
Cursó la licenciatura en derecho en la Universidad Autónoma de Querétaro (UAQ) del 2000 al 2005. Estudió la especialidad en derecho corporativo por la misma Universidad Autónoma de Querétaro (UAQ) en 2006. Posteriormente estudió una maestría en derecho por la Universidad Autónoma de Querétaro (UAQ) del 2006 al 2008. Finalmente, curso un master en asesoramiento de imagen y consultoría política por la Universidad Camilo José Cela del 2015 al 2017 en España.